# Halterofília als Jocs Olímpics d'Estiu de 2008
La competició d'Halterofília als Jocs Olímpics d'Estiu de 2008 es va celebrar entre el 9 i el 19 d'agost de 2008 al Gimnàs de la Universitat de Beihang. Va constar de 15 competicions; 8 en categoria masculina i 7 en categoria femenina.

## Medallistes

### Homes
| Event   | Or                                 | Plata                               | Bronze                       |
| 56 kg   | Long Qingquan · R.P. de la Xina    | Hoàng Anh Tuấn · Vietnam            | Eko Yuli Irawan · Indonèsia  |
| 62 kg   | Zhang Xiangxiang · R.P. de la Xina | Diego Salazar · Colòmbia            | Triyatno · Indonèsia         |
| 69 kg   | Liao Hui · R.P. de la Xina         | Vencelas Dabaya · França            | Yordanis Borrero · Cuba      |
| 77 kg   | Sa Jae-hyouk · Corea del Sud       | Li Hongli · R.P. de la Xina         | Guevorg Davtian · Armènia    |
| 85 kg   | Lu Yong · R.P. de la Xina          | Tigran Vardan Martirosyan · Armènia | Jadier Valladares · Cuba     |
| 94 kg   | Szymon Kołecki · Polònia           | Arsen Kasabiev · Geòrgia            | Yoandry Hernández · Cuba     |
| 105 kg  | Andrei Aramnau · Belarús           | Dmitry Klokov · Rússia              | Marcin Dołęga · Polònia      |
| +105 kg | Matthias Steiner · Alemanya        | Evgeny Chigishev · Rússia           | Viktors Ščerbatihs · Letònia |

### Dones
| Event  | Or                                           | Plata                         | Bronze                          |
| 48 kg  | Chen Wei-ling · Xina Taipei                  | Im Jyoung-hwa · Corea del Sud | Pensiri Laosirikul · Tailàndia  |
| 53 kg  | Prapawadee Jaroenrattanatarakoon · Tailàndia | Yoon Jin-hee · Corea del Sud  | Raema Lisa Rumbewas · Indonèsia |
| 58 kg  | Chen Yanqing · R.P. de la Xina               | O Jong-ae · Corea del Nord    | Wandee Kameaim · Tailàndia      |
| 63 kg  | Pak Hyon-suk · Corea del Nord                | Lu Ying-chi · Xina Taipei     | Christine Girard · Canadà       |
| 69 kg  | Oksana Slivenko · Rússia                     | Leydi Solís · Colòmbia        | Abeer Abdelrahman · Egipte      |
| 75 kg  | Alla Vazhenina · Kazakhstan                  | Lidia Valentín · Espanya      | Damaris Aguirre · Mèxic         |
| +75 kg | Jang Mi-ran · Corea del Sud                  | Ele Opeloge · Samoa           | Mariam Usman · Nigèria          |

## Medaller
| Pos. | País            | Or | Plata | Bronze | Total |
| 1    | R.P. de la Xina | 5  | 1     | 0      | 6     |
| 2    | Corea del Sud   | 2  | 2     | 0      | 4     |
| 3    | Rússia          | 1  | 2     | 0      | 3     |
| 4    | Corea del Nord  | 1  | 1     | 0      | 2     |
| 4    | Xina Taipei     | 1  | 1     | 0      | 2     |
| 6    | Tailàndia       | 1  | 0     | 2      | 3     |
| 7    | Polònia         | 1  | 0     | 1      | 2     |
| 8    | Belarús         | 1  | 0     | 0      | 1     |
| 8    | Alemanya        | 1  | 0     | 0      | 1     |
| 8    | Kazakhstan      | 1  | 0     | 0      | 1     |
| 11   | Colòmbia        | 0  | 2     | 0      | 2     |
| 12   | Armènia         | 0  | 1     | 1      | 2     |
| 13   | Espanya         | 0  | 1     | 0      | 1     |
| 13   | França          | 0  | 1     | 0      | 1     |
| 13   | Geòrgia         | 0  | 1     | 0      | 1     |
| 13   | Samoa           | 0  | 1     | 0      | 1     |
| 13   | Vietnam         | 0  | 1     | 0      | 1     |
| 18   | Cuba            | 0  | 0     | 3      | 3     |
| 18   | Indonèsia       | 0  | 0     | 3      | 3     |
| 20   | Canadà          | 0  | 0     | 1      | 1     |
| 20   | Egipte          | 0  | 0     | 1      | 1     |
| 20   | Letònia         | 0  | 0     | 1      | 1     |
| 20   | Mèxic           | 0  | 0     | 1      | 1     |
| 20   | Nigèria         | 0  | 0     | 1      | 1     |